# قائمة قصص كيسي ومصور الجريمة في القناع الأسود
قائمة قصص كيسي ومصور الجريمة في القناع الأسود بدأ امتياز كيسي في عام 1934 من قبل جورج هارمون كوكس (مجلة) القناع الأسود. وتم نشر في مجموعة ما 22 قصة في المجلة،  بالإضافة إلى روايتين متسلسلتين. ولاحظت الشركة التي تحتفظ بها هذه القصص داخل صفحات قناع أسود مثل ريموند تشانلر وإي ستانلي جاردنر. وكانت هذه المجلة جزءًا مهمًا من نوع مجلة اللب.
| عنوان                        | المجلد-الاصدار ، الشهر السنة |
| ---------------------------- | ---------------------------- |
| الدم على العدسة              | 25-09 ، يناير 1943           |
| أدلة مدفونة </br> مع توم ويد | 18-05 يوليو 1935             |
| المحقق كيسي                  | 17-12 ، فبراير 1935          |
| المكافأة المكتسبة            | 18-01 ، مارس 1935            |
| ضحية                         | 19-04 ، يونيو 1936           |
| توصيل ساخن                   | 17-05 يوليو 1934             |
| مقتل السيد كيسي فلاشجون      | 18-08 ، أكتوبر 1935          |
| مشروبات مشكلة                | 17-06 ، أغسطس 1934           |
| القتل باللون الأحمر          | 25-02 ، يونيو 1942           |
| خلط القتل                    | 19-03 مايو 1936              |
| صورة القتل                   | 17-11 ، يناير 1935           |
| بمجرد النقر                  | 24-01 ، مايو 1941            |
| قرصة الضاربون                | 17-07 ، سبتمبر 1934          |
| صورة القتل                   | 18-12 ، فبراير 1936          |
| مهمة سهلة                    | 17-04 ، يونيو 1934           |
| عودة المشاركة                | 17-01 ، مارس 1934            |
| مهمة خاصة                    | ١٧-٢٠ أبريل ١٩٣٤             |
| اثنان وثلاثون تذكرة للفوز    | 18-04 ، يونيو 1935           |
| الكثير من النساء             | 19-04 ، سبتمبر 1936          |
| رجلان وظيفة                  | 17-03 مايو 1934              |
| المرأة هي المتاعب            | 18-02 أبريل 1935             |
| كيسي والشقراء رين            | أغسطس 1940                   |

بالإضافة إلى هذه القصص، تم تسلسل أقدم الروايتين الأوليتين على ثلاثة أعداد لكل منهما.

## روابط خارجية
- BlackMaskMagazine.com
- تاريخ القناع الأسود